# Indústria perlífera do Barém
A Indústria perlífera do Barém é uma trilha de 3.5 km localizada na ilha de Muarraque, no Barém, que foi usada por caçadores de pérolas durante grande parte da história do Barém, até início da década de 1930, quando o mercado de pérolas do Barém faliu graças ao resultado da introdução do cultivo de pérolas do Japão. A indústria perlífera do Barém existia desde os anos 2000 a.C. A trilha consistia de 17 construções em Murharraq, três camas de ostras localizadas próximas ao golfo do Barém, um segmento de costa e o mar de frente à fortaleza de Bu Mahir, ao sul de Muarraque.

## Nome
Embora a UNESCO chame local como "Indústria perlífera, testemunho de uma economia insular", a mídia internacional se refere a esta região como "Trilha perlífera do Barém'.

## História

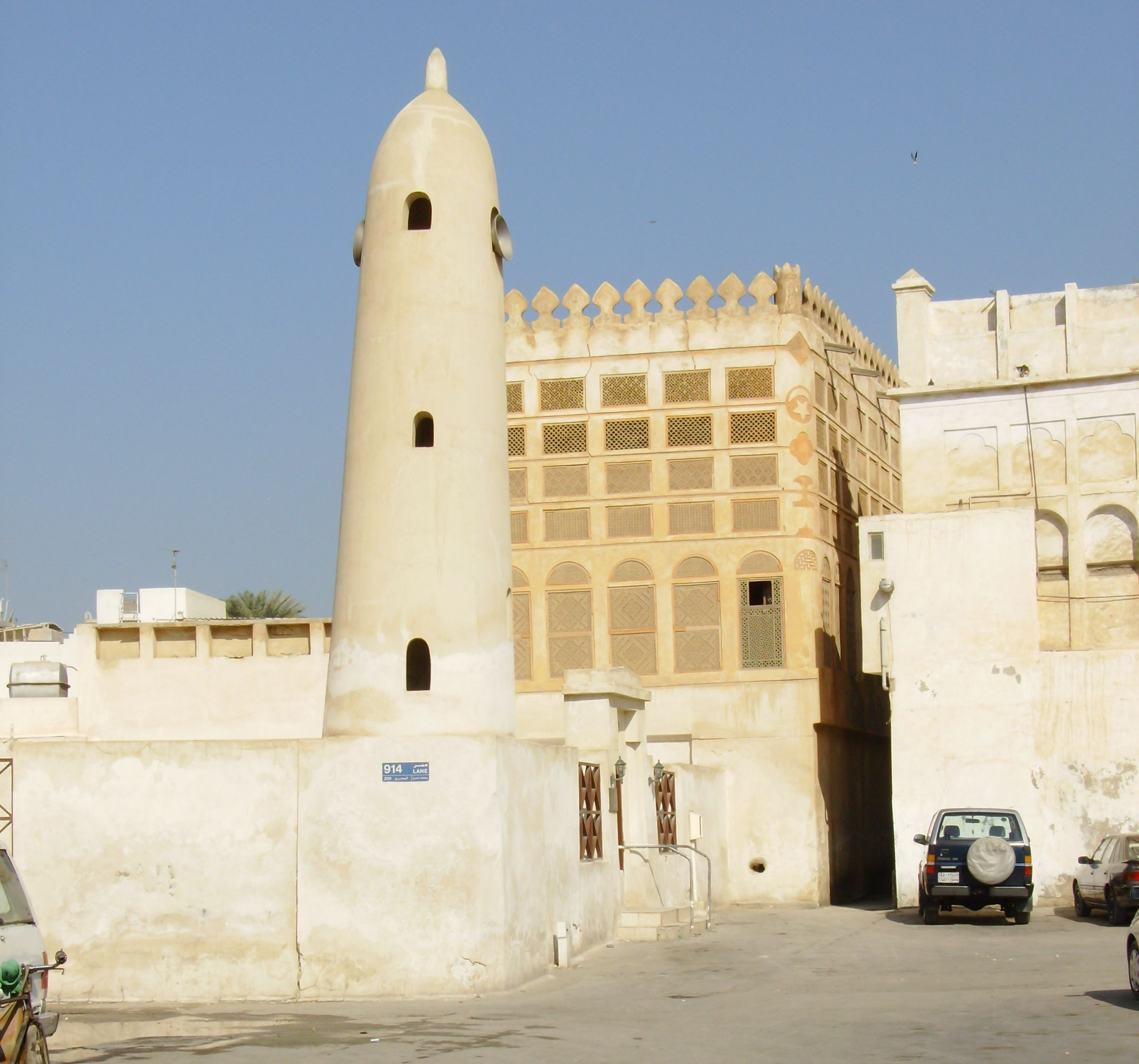
Mesquita da Família Siyadi e majlis no fundo

A caça à pérolas no Barém tem sua primeira menção em textos Assírios de 2000 a. C., se referindo aos olhos de peixe de Dilmum (antigo nome do Barém). O Barém (como Tylos, nome grego) foi mencionado por Plínio, o Velho por ser "famosa pela grande quantidade de pérolas". A era de ouro da indústria perlífera foi entre 1850 a 1930, quando as pérolas eram mais preciosas do que diamantes e atraíam joalheiros como Jacques Cartier ao país.. Havia mais de 30.000 mergulhadores no final da década de 1930, já que a indústria perlífera era a principal indústria do Barém, antes da descoberta do Petróleo em 1932. Após o colapso da indústria perlífera, muitos mergulhadores mudaram de ramo, para o setor de óleo.
Hoje em dia, o comércio de pérolas cultivadas no Barém é proibido. Hoje existem poucos mergulhadores.

## UNESCO
A Indústria perlífera do Barém foi inscrita como Patrimônio Mundial por "ser o último exemplo completo ainda remanescente da indústria perlífera e da riqueza gerada quando esta economia dominava o Golfo. Também constitui um exemplo impressionante da utilização tradicional dos recursos marinhos e da interação humana com o meio-ambiente, que alterou tanto a economia quanto a identidade cultural para a sociedade da ilha"